# إس. باري كوبر
إس. باري كوبر (بالإنجليزية: S. Barry Cooper) هو فيلسوف بريطاني، ولد في 1943، وتوفي في 26 أكتوبر 2015.